# آرام ساموئلیان
آرام هاروتیونی ساموئلیان (ارمنی: Արամ Հարությունի Սամվելյան (Սամուելյան)؛  زادهٔ ۲۸ سپتامبر ۱۹۰۸ - درگذشته ۱ اکتبر ۱۹۹۱) خواننده اپرا تنور اهل ارمنستان بود. وی بین سال‌های - تا - میلادی فعالیت می‌کرد.

## زندگی‌نامه
وی در ۲۸ سپتامبر ۱۹۰۸ در آخالتسیخه به دنیا آمد . همچنین برندهٔ جوایزی همچون هنرمند شایسته ارمنستان شوروی (۱۹۵۶) شده است. وی در ۱ اکتبر ۱۹۹۱ در سن ۸۳ سالگی در ایروان درگذشت.